# Hamed Belem
Hamed Belem est un footballeur international burkinabé né le 24 septembre 1999 à Bobo-Dioulasso. Il joue au poste d'ailier gauche.

## Biographie

### Carrière en club
Le 6 février 2021, il signe à l'USM Alger pour deux saisons et demie. 

### Carrière en sélection
Il participe avec le Burkina Faso à la CHAN 2020. Il débute sur le banc contre le Mali, avant de commencer dans le onze titulaire contre le Zimbabwe et le Cameroun.

## Palmarès
Rahimo FC
| - Championnat du Burkina Faso (1) : - Champion : 2018-19. - Coupe du Burkina Faso (1) : - Vainqueur : 2019. |  | - Supercoupe du Burkina Faso : - Finaliste : 2019. |